# مشروع مانهاتن
مشروع مانهاتن (بالإنجليزية: Manhattan Project)‏ هو مشروع بحث وتطوير جرى العمل عليه في أثناء الحرب العالمية الثانية لإنتاج الأسلحة النووية لأول مرة. قادت الولايات المتحدة المشروع مدعومةً بالمملكة المتحدة وكندا. أشرف الجنرال ليزلي غروفز من فيلق القوات البرية الأمريكي الهندسي على المشروع من عام 1942 حتى عام 1946. صمم القنبلة الفعلية الفيزيائي المتخصص في الطاقة النووية روبرت أوبنهايمر مدير مختبر لوس ألاموس. اختيرت مقاطعة مانهاتن لتكون المكوِّن العسكري للمشروع في سرية تامة، ثم ذاع صيت المشروع بأكمله فيما بعد باسم مانهاتن بدلًا من تطوير المواد البديلة الذي كان الاسم الحركي الرسمي للمشروع. خلال سيره، ضم المشروع النووي الأمريكي نظيره البريطاني السابق له، سبائك الأنابيب. في عام 1939، بدأ المشروع بداية متواضعة، ولكنه نما ليوظف أكثر من مئة وثلاثين ألف شخص وليتكلف نحو مليارَي دولار (ما يعادل 23 مليار دولار تقريبًا في عام 2018). ذهب أكثر من تسعين في المئة من التكلفة لبناء المصانع وإنتاج المواد الانشطارية، بينما خُصصت العشرة في المئة الأخرى لتطوير الأسلحة وإنتاجها. أُجري البحث والإنتاج في أكثر من ثلاثين موقعًا في كافة أرجاء الولايات المتحدة، والمملكة المتحدة، وكندا.
طُوِّرت قنلبتان ذريتان بالتزامن في أثناء الحرب: مدافع الانشطار النووي البسيط نسبيًا، وقنبلة انشطارية نمط الانضغاط الداخلي الأكثر تعقيدًا. تبين أن تصميم قنبلة الرجل النحيف غير عملي مع البلوتونيوم-239، لذا طوُّر سلاح مدفعي آخر أُطلق عليه الولد الصغير يستخدم اليورانيوم-235؛ وهو نظير موجود في اليورانيوم الخام المتوفر في الطبيعة بنسبة سبعة من عشرة في المئة. تبين صعوبة فصل اليورانيوم-238، النظير المتطابق كيميائيًا الأكثر شيوعًا ذو نفس الكتلة تقريبًا. استُخدمت ثلاث طرائق لتخصيب اليورانيوم: الكهرومغناطيسية والغازية والحرارية. أُنجز معظم هذا العمل في أشغال كلينتون الهندسية في أوك ريدج بولاية تينيسي.
بالتوازي مع العمل على باليورانيوم، بُذلت مجهودات لإنتاج البلوتونيوم، الذي اكتُشِف في جامعة كاليفورنيا في عام 1940. في عام 1942، وبعد ثبات نجاح أول مفاعل نووي اصطناعي في العالم، شيكاغو بايل -1، في مختبر المعادن بجامعة شيكاغو، شُرع في إنشاء مفاعل جرافيت X-10 في أوك ريدج ضمن المشروع، ومفاعلات الإنتاج في موقع هانفورد بولاية واشنطن، وهناك شُعَّ اليورانيوم وحُوِّل إلى بلوتونيوم. فُصل بعدها البلوتونيوم عن اليورانيوم كيميائيًا باستخدام عملية الفوسفات بيزموث. طُوِّر سلاح الرجل البدين، وهو «قنبلة من النوع الانهياري باستخدام البلوتونيوم»، في إطار مجهودات متضافرة قام بها مختبر لوس ألاموس للتصميم والتطوير.
كُلّف المشروع أيضًا بجمع معلومات استخبارية عن برنامج التسلح النووي الألماني. عمل موظفو مشروع مانهاتن في أوروبا وخلف خطوط العدو في بعض الأحيان، في مهمة أُطلق على عملية ألسوس، وهناك جمعوا المواد والوثائق النووية، واعتقلوا الجواسيس الألمان. رغم الحراسة المشددة لمشروع مانهاتن، نجح الجواسيس الذريون السوفييت في اختراق البرنامج.
أُجريت أول عملية تفجير لسلاح نووي لجهاز انشطار بلوتونيوم من نمط الانضغاط الداخلي في تجربة ترينتي، كان ذلك في ميدان رمي المدفعية والتفجير بنيومكسيكو في السادس عشر من يوليو عام 1945. بعدها بشهرٍ واحد، استُخدمت قنبلتا الولد الصغير والرجل البدين في القصف الذري على هيروشيما وناغازاكي، على التوالي. في السنوات التي تلت الحرب مباشرة، أجرى مشروع مانهاتن تجارب على الأسلحة في حلقية بيكيني ضمن عملية تقاطع الطرق، وطور أسلحة جديدة، وعزز تطوير شبكة المختبرات الوطنية، ودعَّم الأبحاث الطبية في مجال علم الأشعة، ووضع حجر الأسس للبحرية النووية. ظل للمشروع السلطة على أبحاث وإنتاج الأسلحة الذرية الأمريكية، إلى أن شُكِّلت هيئة الطاقة الذرية الأمريكية في يناير عام 1947.

## البداية والجدول الزمني
جعل اكتشاف الكيميائيين الألمانيين أوتو هان وفريتز ستراسمان للانشطار النووي في عام 1938، وتفسير ليز مايتنر وأوتو فريش النظري لهذا الانشطار تطوير القنبلة الذرية محتملًا نظريًا. كانت هناك مخاوف من تطور مشروع ألماني للقنبلة الذرية أولًا، وخاصة بين العلماء اللاجئين من ألمانيا النازية وغيرها من البلدان الفاشية. في أغسطس عام 1939، كتب عالما الفيزياء ليو زيلارد ويوجين ويغنر المولودان في المجر رسالة أينشتاين-زيلارد التي حذرت من احتمال تطوير «قنابل شديدة القوة من نوع جديد». حثت الرسالة الولايات المتحدة على اتخاذ خطوات لحيازة مخزونات من خام اليورانيوم وتسريع بحث إنريكو فيرمي وغيره بشأن التفاعلات النووية المتسلسلة. حصلا على توقيع ألبرت أينشتاين على الرسالة وسلماها للرئيس فرانكلين د. روزفلت. دعا روزفلت ليمان بريغز من المعهد الوطني للمعايير لترأس لجنة اليورانيوم الاستشارية لفحص الموضوعات التي أثارتها الرسالة. عقد بريغز اجتماعًا في الحادي والعشرين من أكتوبر عام 1939، حضره سيلارد، وويغنر، وإدوارد تيلر. أبلغت اللجنة روزفلت في نوفمبر أن اليورانيوم «من شأنه أن يكون مصدرًا محتملًا لقنابل ذات قدرة تدميرية أكبر بكثير من أي شيء معروف الآن».
منحت البحرية الأميركية جامعة كولومبيا مبلغًا من المال قدره ستة آلاف دولار أنفق إنريكو فيرمي وسيلارد معظمه على شراء الغرافيت. أجرى فريق من أساتذة كولومبيا، من بينهم فيرمي وسيلارد، ويوجين تي بوث، وجون راي دونينج، أول تفاعل انشطار نووي في الأمريكتين، متحققين من عمل هان وستراسمان. بنى نفس الفريق في وقت لاحق سلسلة من النماذج المبدئية للمفاعلات النووية (أو ما أسماه فيرمي «الركام») في مبنى بيوبين بكولومبيا، ولكنهم لم يكونوا تمكنوا بعد من إجراء تفاعل متسلسل. تحولت لجنة اليورانيوم الاستشارية لتصبح لجنة الدفاع الوطني لأبحاث اليورانيوم وقت تشكيها في 27 يونيو عام 1940. اقترح بريغز إنفاق مئة وسبعة وستين ألف دولار على الأبحاث المتعلقة باليورانيوم، خاصةً نظائر اليورانيوم-235 والبلوتونيوم، الذي اكتُشف في عام 1940 في جامعة كاليفورنيا. في الثامن والعشرين من يونيه عام 1941، وقّع روزفلت الأمر التنفيذي رقم 8807، الذي أنشأ مكتب البحث والتطوير العلمي، برئاسة فانيفار بوش. فُوِّض المكتب سلطة المشاركة في مشاريع هندسية كبرى إضافة إلى الأبحاث. تحولت لجنة الدفاع الوطني لأبحاث اليورانيوم لتصبح القسم إس-1 التابع لمكتب البحث والتطوير العلمي، وأُسقطت كلمة «اليورانيوم» لأسباب أمنية.
في بريطانيا، وبحلول يونيو عام 1939، أحرز فريش ورودولف بيرلز في جامعة برمنغهام تقدمًا كبيرًا في دراسة الكتلة الحرجة لليورانيوم-235. أشارت حساباتهم إلى أن الكمية كانت ذات قيمة أسية بحجم 10 كيلوغرام (22 رطل)، وهي كتلة صغيرة بما يكفي لكي تحملها قاذفة قنابل في ذلك الوقت. في شهر مارس من العام 1940، بدأت مذكرة فريتش - بيريلز المشروع البريطاني للقنبلة الذرية ولجنة مود التابعة له، التي أوصت بالإجماع بمتابعة تطوير قنبلة ذرية. في يوليو 1940، عرضت بريطانيا منح الولايات المتحدة فرصة الاطلاع على أبحاثها العلمية، وأطلع جون كوكروفت من بعثة تيزارد العلماء الأمريكيين على التطورات البريطانية. اكتشف أن المشروع الأمريكي كان أصغر من المشروع البريطاني، وليس متقدمًا للغاية. نُقِلت النتائج التي توصلت إليها لجنة مود إلى الولايات المتحدة، في إطار التبادل العلمي بين البلدين. سافر أحد أعضائها، وهو الفيزيائي الأسترالي مارك أوليفانت، إلى الولايات المتحدة في أواخر أغسطس عام 1941 واكتشف أن البيانات التي قدمتها لجنة مود لم تصل كبار علماء الفيزياء الأمريكيين. شرع أوليفانت في البحث عن سبب تجاهل النتائج التي توصلت إليها اللجنة. اجتمع مع لجنة اليورانيوم وزار مدينة بيركيلي بولاية كاليفورنيا، وهناك تحدث بطريقة مقنعة إلى إرنست أورلاندو لورنس. أُعجِب لورانس بما فيه الكفاية ليبدأ أبحاثه الخاصة في اليورانيوم. تحدث بدوره إلى جيمس ب. كونانت، وآرثر هـ. كومبتون، وجورج ب. بيغرام. نجحت مجهودات أوليفانت، وأدرك علماء الفيزياء الأمريكيون الرئيسيون القوة الكامنة للقنبلة الذرية.
في التاسع من أكتوبر عام 1941، وافق الرئيس روزفلت على البرنامج النووي بعد أن عقد اجتماعًا مع فانيفار بوش ونائب الرئيس هنري أ. والاس. للتحكم في البرنامج، أنشأ مجموعة سياسة عليا كان هو بنفسه فيها، رغم عدم حضوره أيًا من اجتماعاتها، ومعه والاس، وبوش، وكونانت، ووزير الحرب هنري ل. ستيمسون، ورئيس أركان الجيش الجنرال جورج مارشال. اختار روزفلت الجيش لإدارة المشروع بدلًا من البحرية، وذلك لأن الجيش كان أكثر خبرة في إدارة مشاريع البناء الضخمة. وافق أيضًا على تنسيق جهودهم مع الجهود التي يبذلها البريطانيون، وفي الحادي عشر من أكتوبر بعث برسالة إلى رئيس الوزراء ونستون تشرشل يقترح فيها أن يتراسلا بشأن الموضوعات الذرية.

## الجدوى

### المقترحات
عقدت لجنة إس-1 اجتماعها في الثامن عشر من ديسمبر عام 1941 «الذي سادته أجواء الحماس والإلحاح» في أعقاب الهجوم على بيرل هاربر وما تبعه من إعلان الولايات المتحدة الحرب على اليابان ثم على ألمانيا. استمر العمل على ثلاث تقنيات مختلفة من فصل النظائر لفصل اليورانيوم-235 عن اليورانيوم-238 الأكثر وفرة. درس لورنس وفريقه في جامعة كاليفورنيا الفصل الكهرومغناطيسي، في حين نظر فريق إيغر مورفري وجيسي ويكيفيلد بيامز في الانتشار الغازي في جامعة كولومبيا، وأدار فيليب أبيلسون الأبحاث في مجال الانتشار الحراري في مؤسسة كارنيجي في واشنطن وفي وقت لاحق في معمل أبحاث البحرية الأمريكية. قاد مورفري أيضًا مشروعًا لم ينجح للفصل باستخدام أجهزة طاردة مركزية غازية.
في الوقت نفسه، كان هناك نوعان من الأبحاث في تقنيات المفاعلات النووية، مع استمرار أبحاث هارولد يوري في مجال الماء الثقيل في كولومبيا، في حين جعل آرثر كومبتون علماء من كولومبيا وكاليفورنيا وجامعة برنستون يعملون تحت إشرافه بانضمامهم إلى فريقه في جامعة شيكاغو، وهناك نظم مختبرًا لاستخراج المعادن في أوائل عام 1942 لدراسة البلوتونيوم والمفاعلات التي تستخدم الغرافيت كمهدئ للنيوترونات. اجتمع بريغز وكومبتون ولورانس ومورفري ويوري في الثالث والعشرين من مايو عام 1942 لوضع اللمسات الأخيرة على توصيات لجنة إس-1، التي دعت إلى متابعة التقنيات الخمسة جميعها. وافق على هذا الأمر كل من: بوش، وكونانت، والعميد ويلهلم دي. ستيسر، ورئيس أركان خدمات الإمداد اللواء بريون ب. سمرفيل، الذي عُيِّن ممثلًا للجيش في الشؤون النووية. بعدها، أحال بوش وكونانت هذه التوصية إلى الفريق الرفيع المستوى المعني بالسياسات مع اقتراح بميزانية قدرها 54 مليون دولار لتشييد سيجريه فيلق القوات البرية الأمريكي الهندسي، و31 مليون دولار للبحث والتطوير في المؤسسة، وخمسة ملايين دولار للطوارئ في العام المالي 1943. في السابع عشر من يونيو عام 1942 أرسلتها مجموعة السياسات العليا بدورها إلى الرئيس الذي وافق عليها بكتابته «موافقة» وأتبعها بتوقيعه «إف دي آر» على الوثيقة.

### مفاهيم تصميم القنابل
طلب كومبتون من عالِم الفيزياء النظرية ج. روبرت أوبنهايمر من جامعة كاليفورنيا أن يتسلم مقاليد قيادة البحث في حسابات النيوترونات السريعة، وهي الأهم في حساب الكتلة الحرجة وانفجار الأسلحة، من غريغوري بريت الذي ترك منصبه في الثامن عشر من مايو عام 1942 لمخاوفه بشأن تراخي الأمن التشغيلي. عُيِّن جون هنري مانلي، الفيزيائي بمختبر المعادن، لمساعدة أوبنهايمر بالاتصال بمجموعات الفيزياء التجريبية المنتشرة في جميع أنحاء البلاد والتنسيق فيما بينها. درس أوبنهايمر وروبرت سيربر من جامعة إلينوي مشاكل انتشار النيوترونات: كيف تتحرك النيوترونات في تفاعل نووي، وديناميكا السوائل، وكيف يتصرف انفجار ناتج عن تفاعل متسلسل. لاستعراض هذا العمل والنظرية العامة لتفاعلات الانشطار، عقد أوبنهايمير وفيرمي اجتماعات في جامعة شيكاغو في  يونيو وفي جامعة كاليفورنيا في يوليو عام 1942 مع علماء الفيزياء النظرية هانز بيته، وجون فان فليك، وإدوارد تيلر، وإميل كونوبينسكي، وروبرت سيبر، وستان فرانكل، وإيلدرد سي نيلسون، الطلاب الثلاثة الأخر السابقون لأوبنهايمر، وعلماء الفيزياء التجريبية إميليو سيغري، وفليكس بلوخ، وفرانكو راسيتي، وجون هنري مانلي، وإدوين ماكميلان. أكدوا مبدئيًا أنه يمكن نظريًا إنتاج قنبلة انشطارية.
كان ما يزال هناك العديد من العوامل المجهولة. كانت خصائص اليورانيوم-235 النقي غير معروفة نسبيًا، وأيضًا خصائص البلوتونيوم، وهو عنصر لم يكتشفه غلين سيبورغ وفريقه إلا في فبراير عام 1941. توقع العلماء في مؤتمر بيركيلي (يوليو 1942) تصنيع البلوتونيوم في المفاعلات النووية التي فيها تمتص ذرات اليورانيوم-238 النيوترونات التي تنبعث من ذرات اليورانيوم-235. لم يُبنَ أي مفاعل في هذه المرحلة، ولم تتوفر سوى كميات ضئيلة من البلوتونيوم بواسطة المسرع الدوراني الموجود في مؤسسات مثل جامعة واشنطن في سانت لويس. لم يُنتج سوى مليغرامين حتى ديسمبر 1943. هناك عدة طرق لترتيب المواد الانشطارية لتصل إلى الكتلة الحرجة. كانت أبسط هذه الطرق هو إطلاق «سدادة أسطوانية» على كرة من «المادة النشطة» مع مادة «مدك» كثيفة تركز النيوترونات إلى الداخل وتبقي الكتلة المتفاعلة معًا لزيادة كفاءتها. استكشفوا أيضا تصاميم تنطوي على أسطح كروية، وهي شكل بدائي من أشكال «الانفجار الداخلي» اقترحه ريتشارد سي تولمان، وإمكانية استخدام أساليب ذاتية التحفيز، الأمر الذي من شأنه أن يزيد من كفاءة القنبلة لدى انفجارها.
بالنظر إلى فكرة القنبلة الانشطارية التي سُوِّيَت نظريًا، على الأقل حتى توفر المزيد من البيانات التجريبية الأخرى، فإن مؤتمر بيركيلي لعام 1942 تحول بعد ذلك إلى اتجاه مختلف. ضُغِط على إدوارد تيلر من أجل مناقشة قنبلة أكثر قوة: «خارقة»، يُشار إليها عادة باسم «القنبلة الهيدروجينية»، وتستخدم القوة التفجيرية لقنبلة انشطارية تفجيرية لإشعال تفاعل اندماج نووي في الديوتيريوم والتريتيوم. اقترح تيلر مخططًا تلو الآخر، لكن بيته رفضها جميعًا. وُضِعت فكرة الاندماج جانبًا للتركيز على إنتاج القنابل الانشطارية. أثار تيلر أيضًا احتمالية التكهن بأن قنبلة ذرية ربما «تضرم» في الغلاف الجوي بسبب تفاعل اندماجي مفترض لنواة النيتروجين. أشارت حسابات بيته إلى عدم إمكانية حدوث ذلك، وأظهر تقرير شارك في إعداده تيلر أنه «من غير المرجح أن تبدأ أي سلسلة من التفاعلات النووية ذاتية الانتشار». في رواية سربر، ذكر أوبنهايمر احتمالية حدوث هذا السيناريو لآرثر كومبتون، الذي «لم يستطع كبح فمه عن إبلاغ هذا الأمر. خُطت هذه المعلومة في وثيقة وذهبت بطريقة ما إلى واشنطن» و«لم يكن ليهدأ أبدًا».

## التنظيم

### مقاطعة مانهاتن
في يونيو 1942، اختار رئيس المهندسين، اللواء يوجين ريبولد، العقيد جيمس سي مارشال ليرأس الجزء المتعلق بالجيش من المشروع. أنشأ مارشال مكتب اتصال في واشنطن العاصمة، ولكنه أنشأ مقره المؤقت في الطابق الثامن عشر من برج 270 في برودواي بنيويورك، وهناك أمكنه الاستفادة من الدعم الإداري المقدم من شعبة شمال الأطلسي التابعة لسلاح المهندسين. وكان قريبًا من مكتب ستون أند ويبستر في مانهاتن، وكان المقاول الرئيسي للمشروع، وجامعة كولومبيا. كان لديه الإذن ليطلب دعمًا من قيادته السابقة، في مقاطعة سيراكيوز، من أجل الموظفين، وبدأ بالعمل مع المقدم كينيث نيكولز الذي أصبح نائبه.

## المشروع

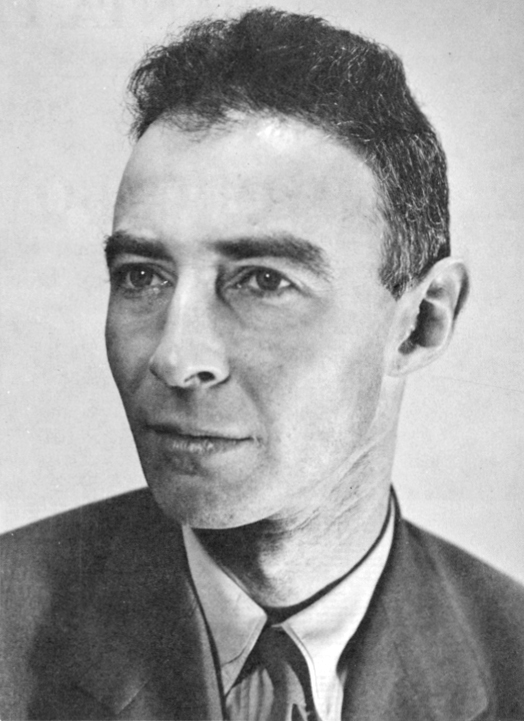
روبرت أوبنهايمر رئيس فريق العمل في المشروع

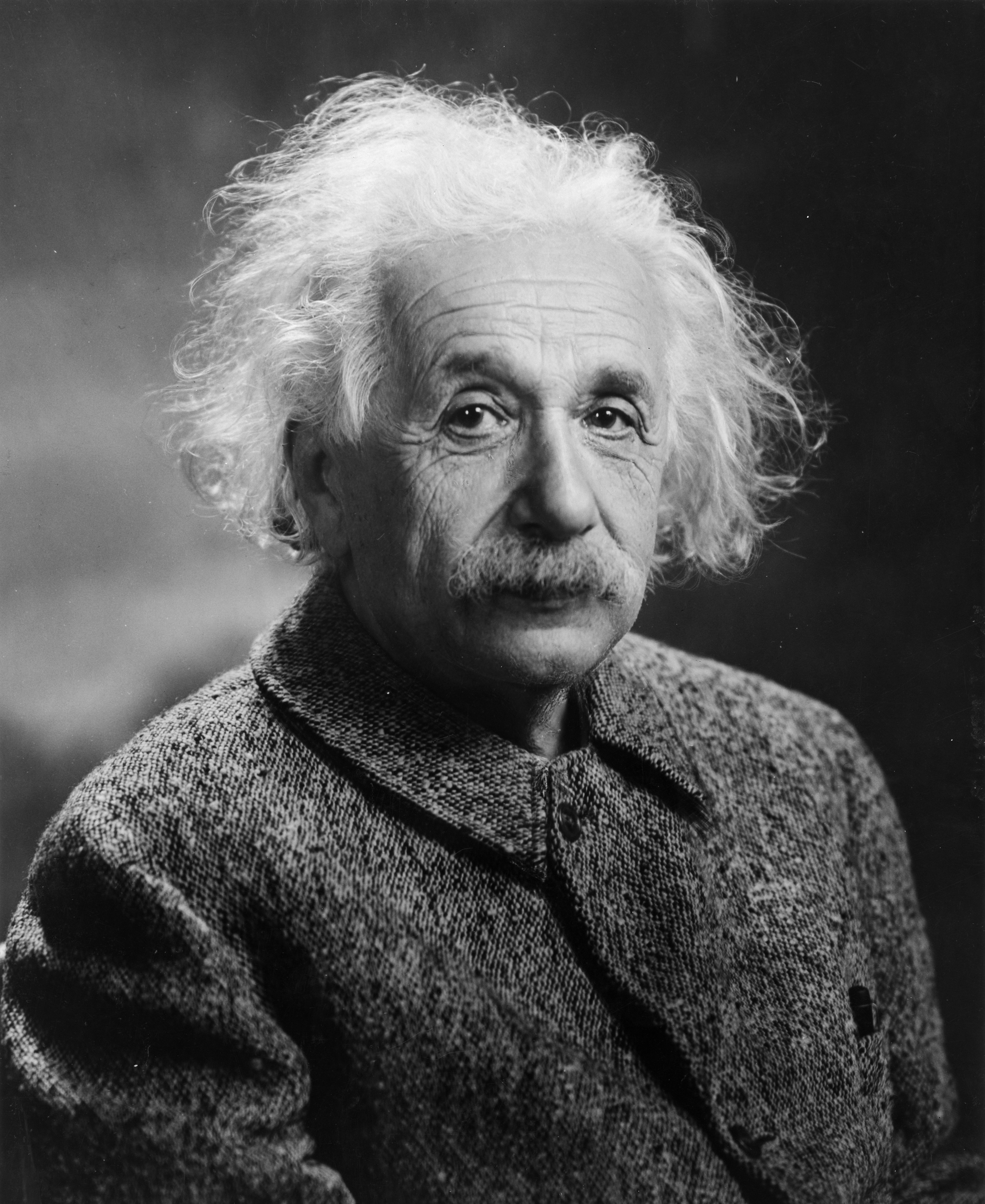
ألبرت أينشتاين

اكتشف العالم الألماني أوتو هان عام 1934 أن انشطار ذرة اليورانيوم وهي من العناصر غير المستقرة يحدث سريعا، ويولد إثر ذلك طاقة هائلة من ممكن أن تكون طاقة مدمرة إن لم تكن محتواه. وقبيل الحرب العالمية الثانية وبمباركة من الرئيس الألماني آنذاك أدولف هتلر أخذ الألمان تطوير مشروع القنبلة الذرية بصورة سرية وفي تكتم شديد.
ولقد كان هدفهم صنع القنبلة النووية لأجل ترجيح كفة ميزان القوى بالحرب المقبلة لصالحهم وتساهم في استعدادهم لهذه الحرب. لقد قامت ألمانيا بإيقاف تصدير اليورانيوم من مناجم تشيكوسلوفاكيا المحتلة. الأمر الذي أثار حفيظة رجال الاستخبارات الموالية للحلفاء.
وقام ألبرت أينشتاين في 2 أغسطس 1939، وقبل بدء الحرب العالمية الثانية، بتحذير رئيس الولايات المتحدة آنذاك فرانكلين روزفلت واصفاً فيها الطاقة المدمرة التي تنتج عن الانشطار الذري، عبر فيها عن قلقه الشديد وقلق العلماء من زملائه من إمكانية نجاح ألمانيا النازية بصنع القنبلة النووية.
وكان أينشتاين عالم ألماني يهودي، ترك أوروبا قبل تولي هتلر رئاسة ألمانيا، ولإدراكه مدى قوة التدمير الكامن في الانشطار النووي، عارض أينشتاين استغلال الطاقة النووية لتصنيع أسلحة تعتبر نوعا من أسلحة الدمار الشامل، وخشيته كانت امتلاك ألمانيا لهذه القنبلة قبل الولايات المتحدة الأمريكية لمعرفته لطبيعة هتلر العدوانية.
إثر هذا قررت القيادة العسكرية الأمريكية صنع هذه القنبلة أولا مهما كلف الأمر، ولقد اختاروا مبنى لإنتاج القنبلة النووية، بحيث يبعد (200) ميل على الأقل عن حدودها الدولية والتجمعات البشرية. لإدراكهم أن أي خطأ قد يكلفهم الكثير من الأرواح.

## اليورانيوم
وهو المعدن الخام الأساسي في المشروع، حيث كان يُستخدم كوقود للمفاعلات، وبالتالي يتحول إلى بلوتونيوم، وهو يكون في حالة مُخصبة داخل القنبلة، كان هناك أربعة ودائع لليورانيوم في عام 1940، أحدها في ولاية كولورادو، وفي كندا الشمالية، وأيضاً في جاشيمستال بدولة تشيكوسلوفاكيا، وفي الكونغو البلجيكية. كلها كانت تحت سيطرة قوات الحلفاء ما عدا جاشيمستال.
أثناء مسح جرى في نوفمبر عام 1942 تم تحديد أنه توجد كميات كافية لتلبية مُتطلبات المَشروع، قام نيكولاس بالترتيب مع وزارة الخارجية الأمريكية لتوفير أكسيد اليورانيوم، فقام بالتفاوض على شراء 1200 طن من اليورانيوم الخام من الكونغو البلجيكية، هذه الكمية كانت مُخزنة في مستودع بجزيرة ستاتن، والكميات الأخرى التي يتم تنقيبها تبقى في موقع التنقيب في الكونغو.
وقد تفاوض مع شركة ايلدو لتنقيب الذهب من أجل اليورانيوم الخام في عمل التكرير الخام بهم في بورت هوب اونتاريو، وكانت الشحنات دفعات من 100 طن، قامت الحكومة الكندية بعد ذلك بشراء أسهم الشركة حتى حصلت على حصة مسيطرة فيها.
بينما كانت هذه الصفقات توفر كميات كافية للحاق بركب الحرب الزمني، كان القادة الأمريكيين والبريطانيين قد استنتجوا أنه توجد مصلحة في بلادهم من أجل تجميع أكبر قدر ممكن من ودائع اليورانيوم، وكان أغنى مصدر لهذا المعدن الخام هو منجم شينكولوبي في الكونغو البلجيكية، لكن الفيضانات كانت قد داهمته فتم إغلاقه.
كانت محاولات نيكولاس غير ناجحة من أجل إعادة فتح المنجم ومن ثم بيع كامل إنتاجه للولايات المتحدة مع ادغار سينجير مدير الشركة المالكة للمنجم، (UMHK) بعد ذلك تم تصعيد المسألة للجنة المشتركة للسياسات، وحيث أن 30% من أسهم الشركة تعود إلى مستثمرين بريطانيين، قام هؤلاء بقيادة التفاوض من أجل إعادة فتح المنجم، السيد جون أندرسون وجون وينانت عقدوا صفقة مع سينجير والحكومة البلجيكية في مايو 1944 تم الإتفاق على إعادة فتح المنجم وتم شراء 1750 طن طويل من المعدن الخام بسعر 3.19$ للكيلو جرام الواحد.
ولتجنب اتكالية الولايات المتحدة على البريطانيين والكنديين من أجل المعدن الخام قام جروفز بترتيب عملية شراء أسهم شركة يو اس فانديوم في أوروفان بولاية كولورادو، التنقيب لهذا المعدن في كولورادو يقدر بحوالي 800 طن طويل (810 طن عادي).
قامت شركة مالينكرودت في ولاية ميسوري بأخذ المعدن الخام ومن ثم تحليله إلى حمض النتريك لإنتاج حمض اليورانيول ثم تم إضافة الإيثر من أجل عملية استخلاص سائل بسائل وذلك لفصل الشوائب عن حمض اليورانيول، وبعد ذلك كله يتم تسخين هذا الأخير لتشكيل ثالث أكسيد اليورانيوم ومن ثم تخفيضه ليصبح ثاني أكسيد اليورانيوم عالي النقاوة.
في يوليو 1942 كانت نفس الشركة تقوم بإنتاج طن واحد يومياً من الأكسيد عالي النقاوة، لكن تحويل هذا إلى معدن اليورانيوم كانت عملية أكثر صعوبة للمتعاقدين في شركتي ويستنغهاوس وميتال هايدريدس ، الإنتاج كان بطيئاً جداً والجودة كانت غير مقبولة بدرجة كبيرة.
تم افتتاح فرع خاص لمعمل مُتخصص باستخراج المعادن وتشييبها وفصلها في كلية ولاية أيوا تحت قيادة فرانك سيدينج، للتحقيق في بدائل، وفي 1943 عملية أميس أصبحت جاهزة.

## تجارب ناجحة
في 17 تموز تلقى ترومان الرسالة التالية :(طفل ولد ولادة جيدة) بينما كان يشهد مؤتمر بوتسدام. وكان يقصد أن التفجير التجريبي الأول لقنبلة ذرية في منطقة الاماغوردو قد تكلله النجاح. والاماغوردو موجودة في صحراء المكسيك الجديدة.
اختاروا مدرسة للأولاد في أرض صحراوية في ولاية نيومكسيكو في منطقة تعرف باسم Jornada del Muerto وتعني رحلة إلى الموت تحمل هذه الصفات. وقد عين روبرت أوبنهايمر على رأس فريق من العلماء في مشروع أطلقوا عليه مشروع مانهاتن (بالإنجليزية: Manhattan Project)‏.
وقد وافق ترومان بتأييد تشرشل على استعمال هذه القنبلة ضد اليابان.

## التكلفة
| البند                  | التكلفة بدولارات العام 1945 | التكلفة بدولارات العام 2015 |
| ---------------------- | --------------------------- | --------------------------- |
| أوك ريدج               | 1.19 مليار                  | 15.6 مليار                  |
| هانفورد                | 390 مليون                   | 5.11 مليار                  |
| مواد التشغيل الخاصة    | 103 مليون                   | 1.35 مليار                  |
| لوس ألاموس             | 74.1 مليون                  | 970 مليون                   |
| الأبحاث والتطوير       | 69.7 مليون                  | 913 مليون                   |
| نفقات التشغيل الحكومية | 37.3 مليون                  | 488 مليون                   |
| منشآت الماء الثقيل     | 26.8 مليون                  | 351 مليون                   |
| الإجمالي               | 1.89 مليار                  | 24.8 مليار                  |

تكاليف المشروع في 1 أكتوبر 1945 كانت 1.845 مليار دولار، بما يوازي مصاريف حوالي تسعة أيام حرب وكانت التكلفة قد وصلت إلى 2.191 مليار دولار في 1 يناير 1947 , كامل المصاريف والبنود للمشروع كلفت 2.4 مليار دولار أكثر من 90% منها كانت لبناء المنشآت وإنتاج معادن قابلة للانشطار.
أقل من 10% كانت مخصصة للتطوير وإنتاج الأسلحة.
إجمالي الأربع قنابل التي تم إنتاجها حتى نهاية 1945 (أداة الثالوث، الفتى الصغير، الرجل السمين، وقنبلة لم تسمى لأنها لم تستخدم) قد كلفت حوالي 500 مليون لكل واحدة بسعر الصرف لعام 1945.
بالمقارنة، القيمة الإجمالية للمشروع بنهاية 1945 كانت حوالي 90% من كامل مصاريف إنتاج الأسلحة الصغيرة (دون حساب الذخيرة) وحوالي 34% من المصاريف التي تم إنفاقها على الدبابات الأمريكية، خلال نفس الفترة الزمنية.

## المنظمة

### مقاطعة مانهاتن

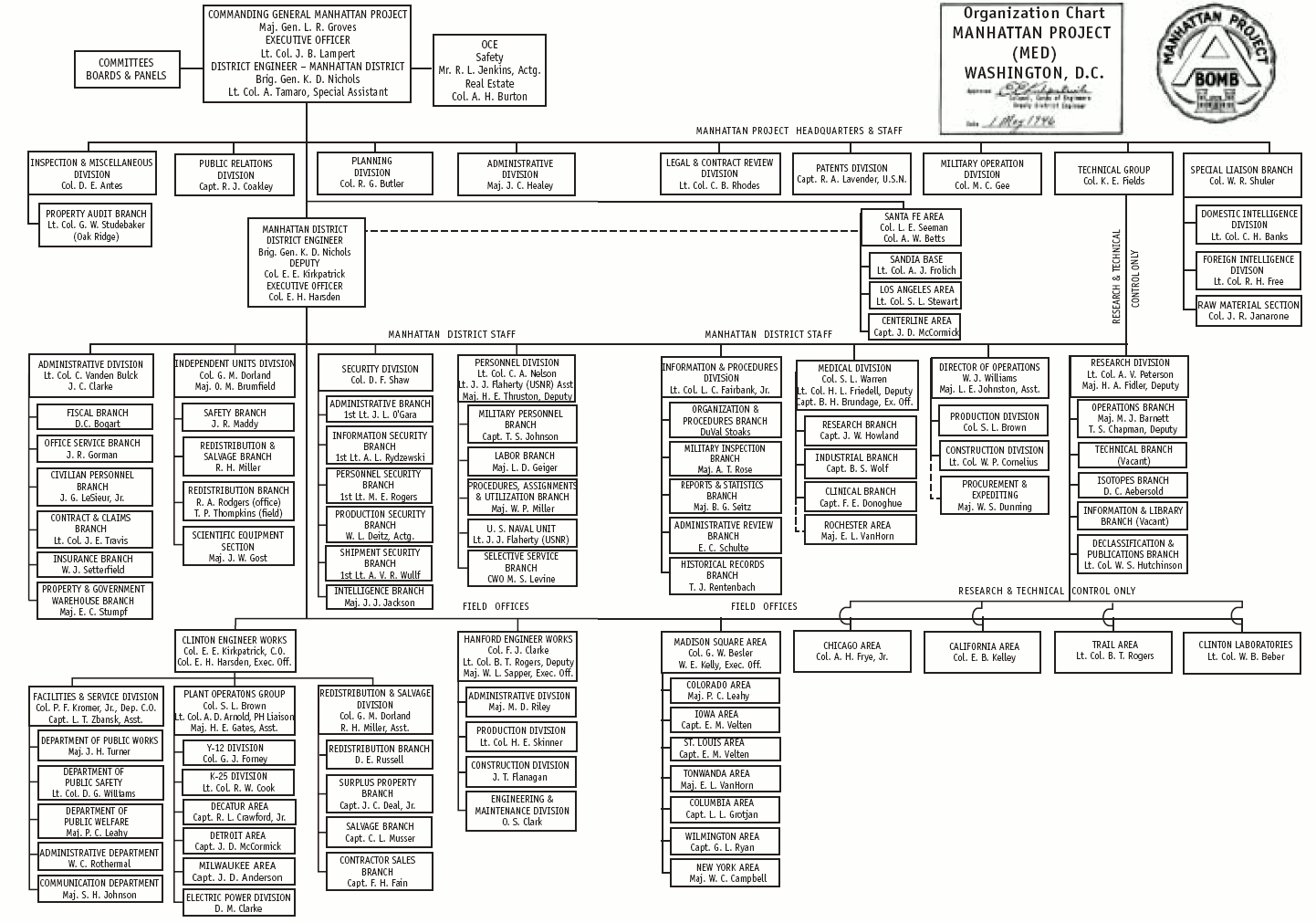
المخطط التنظيمي لمشروع مانهاتن ، الأول من مايو عام 1946

عمل مارشال بالتعاون مع الجنرال توماس م.روبينز رئيس قسم بناء بفيلق المهندسين بالجيش الأمريكي، ونائبه العقيد ليزلي غروفز. إذ كانت معظم المهمات الملقاة على عاتق مارشال متعلقة بالبناء. قرر كل من ريبولد وسمرفيل وستييه أن يطلقوا على المشروع اسم «تطوير المواد البديلة»، لكن شعر غروفز أن ذلك سيلفت الأنظار. اتفق مارشال وغروفس على تسمية المكوِّن العسكري في المشروع «مقاطعة مانهاتن»، نظرًا إلى أن المقاطعات الهندسية عادة ما تحمل اسم المدينة التي تقع فيها. أصبح هذا رسمياً في الثالث عشرة من أغسطس عندما أصدر ريبولد الأمر بإنشاء المقاطعة الجديدة. كانت تعرف بشكل غير رسمي باسم مقاطعة مانهاتن الهندسية، أو «إم إي دي». لم تكن لهذه المقاطعة حدودٌ جغرافية، على عكس المقاطعات الأخرى، وكان لدى مارشال سلطة مهندس من القسم. ظل تطوير المواد البديلة الاسمَ الرمزي الرسمي للمشروع ككل، ولكن بمرور الوقت حل محله اسم «مانهاتن».
اعترف مارشال فيما بعد: «لم أسمع قط عن الانشطار الذري، لكن ما كنت أدركه هو أنه لا يمكن بناء الكثير من المصانع، ولا حتى أربعة منها، بتسعين مليون دولار أميركي». تكلف مصنع واحد من مصانع تي إن تي التي بناها نيكولز مؤخرًا في بنسلفانيا مئة وثمانية وعشرين مليون دولار. إلى جانب غياب الرضا عن التقديرات الأقرب إلى الحجم، وذلك بالمقارنة مع الطلب من متعهِّد الطعام أن يستعد لاستقبال ما يتراوح بين عشرة حتى ألف ضيف. اسكتشف فريق مسح من شركة ستون آند وبستر موقعًا لمصانع الإنتاج. أوصى مجلس الإنتاج الحربي بمواقع حول نوكسفيل بولاية تينيسي، وهي منطقة معزولة يمكن فيها لهيئة وادي تينيسي أن توفر الطاقة الكهربائية الكافية، ويمكن فيها للأنهار أن توفر مياه التبريد للمفاعلات. بعد استطلاع عدة مواقع، اختار فريق المسح واحدًا قرب إلزا في تينيسي. وأفاد كونانت بأنها ستكون متاحة فورًا، ووافق ستاير على ذلك، لكن وافق مارشال على ذلك بشكل مبدئي، إذ فضل انتظار نتائج تجارب المفاعل التي يجريها كونانت قبل اتخاذ أي إجراء. خلال ما تلى من سير العملية، بدا أن فصل لورانس الكهرومغناطيسي هو وحده الذي بلغ من التقدم ما يكفي لبدء البناء.
بدأ مارشال ونيكولز بتجميع الموارد التي يحتاجونها. كانت الخطوة الأولى هي الحصول على أولوية قصوى للمشروع. تراوحت التصنيفات بين أأ-1 الأقصى حتى أأ-4 الأدنى تنازليًا، غير أن أعلى درجات التصنيف أأأ كانت خاصة بحالات الطوارئ. كانت التصنيفات أأ-1 و أأ-2 خاصة بالأسلحة والمعدات الأساسية، لذلك شعر الجنرال لوسيوس د. كلاي، نائب رئيس موظفي الخدمات وتوفير الاحتياجات والموارد، أن أعلى تصنيف يمكنه تعيينه هو أأ-3، رغم استعداده لإتاحة تصنيف أأأ عند طلب المواد الحرجة إذا دعت الحاجة. خاب أمل نيكولز ومارشال. كان تصنيف أأ-3 هو نفس تصنيف أولوية مصنع نيكولز لمادة تي إن تي في بنسلفانيا.

### لجنة السياسات العسكرية

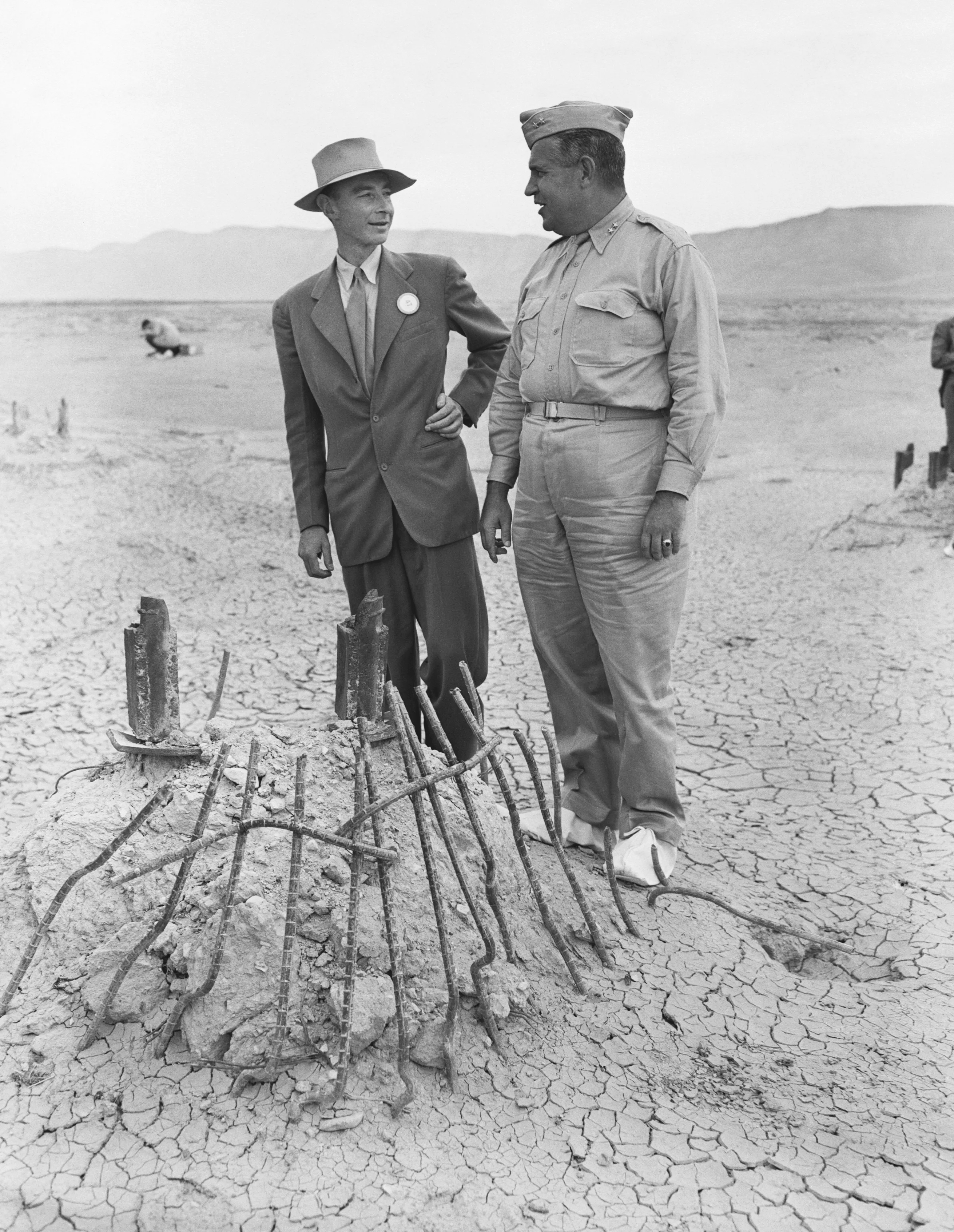
أوبنهايمر وغروفز في مكان اختبار ترينتي بعد إجرائؤه في سبتمبر عام 1945، بعد شهرين من الانفجار التجريبي وبعد نهاية الحرب العالمية الثانية مباشرة. حالت الجُرموقيات البيضاء دون التصاق الغبار المتساقط بنعال أحذيتهم.

لم يرض فانيفار بوش بعدم استطاعة الجنرال مارشال المضي قدمًا بالمشروع على وجه السرعة، وعلى وجه التحديد بفشله في الحصول على موقع تينيسي، والأولوية المنخفضة التي يوليها الجيش للمشروع، وموقع مقره في مدينة نيويورك. شعر بوش بأن الأمر يتطلب قيادة أكثر شراسة، فتحدث إلى هارفي بندي والجنرالات مارشال، وسمرفيل، وستاير عن مخاوفه. أخبرهم برغبته في وضع المشروع في إطار لجنة رفيعة المستوى معنية بالسياسات، كون مديرها العام ضابطًا مرموقًا، ويفضل أن يكون ستاير.
اختار سمرفيل وستييه غروفز لهذا المنصب، وأبلغانه في السابع عشر من سبتمبر بهذا القرار، وأن الجنرال مارشال أمر بترقيته إلى رتبة بريغادير جنرال، إذ أن لقب «جنرال» سيكون له تأثير أكبر على العلماء الأكاديميين العاملين في مشروع مانهاتن. كان منصب غروفز يتبع سمرفيل مباشرةً بدلًا من ريبولد، مع الكولونيل مارشال مسؤول الآن أمام غروفز. أقام السيد غروف مقره في واشنطن العاصمة في الطابق الخامس من مبنى إدارة الحرب الجديد، وهناك كان مكتب اتصال الكولونيل مارشال. تولى قيادة مشروع مانهاتن في الثالث والعشرين من سبتمبر. في وقت لاحق من ذلك اليوم، حضر اجتماعًا دعا إليه ستيمسون، والذي أنشأ لجنة سياسية عسكرية مسؤولة أمام لجنة السياسات العليا المؤلفة من بوش (مع كونانت كبديل)، وستيير، والأدميرال البحري ويليام ر. بورنيل. عُيِّن تولمان وكونانت في وقت لاحق كمستشارين علميين لغروفز.
في التاسع عشر من سبتمبر، ذهب غروفز إلى دونالد نيلسون، رئيس مجلس الإنتاج الحربي، وطلب سلطة واسعة لاستصدار تصنيف أأأ متى تطلب ذلك. في البداية رفض نيلسون ولكن سرعان ما أذعن عندما هدد غروفز بالذهاب إلى الرئيس. وعد غروفز بعدم استخدام تصنيف أأأ ما لم يكن ذلك ضروريًا. سرعان ما تبين أنه بالنسبة للمتطلبات الروتينية للمشروع ، كان تصنيف أأأ مرتفعًا جدًا ولكن في نفس الوقت، كان تصنيف أأ-3 منخفضًا للغاية. بعد حملة طويلة ، حصل غروفز في النهاية على سلطة التصنيف أأ-1 في الأول من يوليو عام 1944. بحسب غروفز، «أدركت في واشنطن أهمية الأولوية القصوى. سيكون لكل شيء مقترح في إدارة روزفلت أولوية قصوى. سيستمر ذلك لمدة أسبوع أو أسبوعين، وبعدها ستذهب تلك الأولوية القصوى لأمر آخر».
إحدى المشاكل المبكرة التي واجهها غروفز في العثور على إدارة لمشروع واي، أي المجموعة التي ستصمم  والقنبلة. كان اختياره الواضح أحد رؤساء المختبرات الثلاثة يوري، أو لورانس، أو كومبتون، لكن لم يكن ممكنًا إعفاء أي  مما كان يتولى مسؤوليته. لم تكن لدى أوبنهايمر خبرة إدارية كبيرة، ولم يكن حاصلًا على جائزة نوبل على غرار يوري، ولورنس، وكومبتون، وهي الجائزة التي رأى العديد من العلماء أن رئيس هذا المختبر المهم لابد أن يكون حاصلًا عليها. كانت هناك مخاوف أيضًا بشأن الوضع الأمني لأوبنهايمر، إذ كان العديد من شركائه من الشيوعيين، بما في ذلك شقيقه فرانك أوبنهايمر، وزوجته كيتي، ومحبوبته جان تاتلوك. في أكتوبر عام 1942، وبعد محادثة قطار طويلة، اقتنع غروفز ونيكولز بأن أوبنهايمر يفهم جيدًا القضايا التي ينطوي عليها إنشاء مختبر في منطقة نائية ويجب تعيينه كمدير له. تنازل غروفز شخصيًا عن الشروط الأمنية وأصدر تصريحًا لأوبنهايمر في العشرين من يوليو عام 1943.

## معرض صور

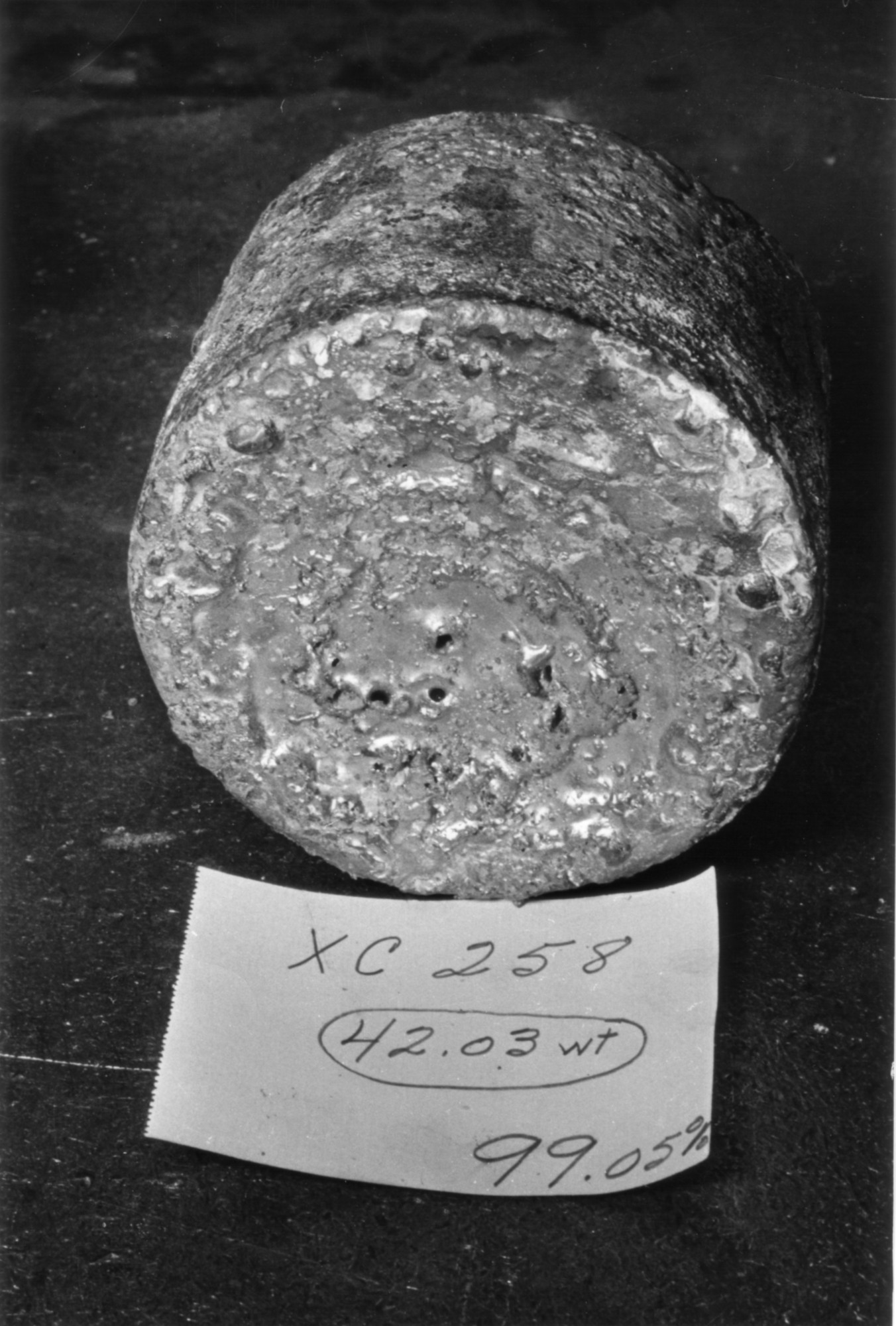
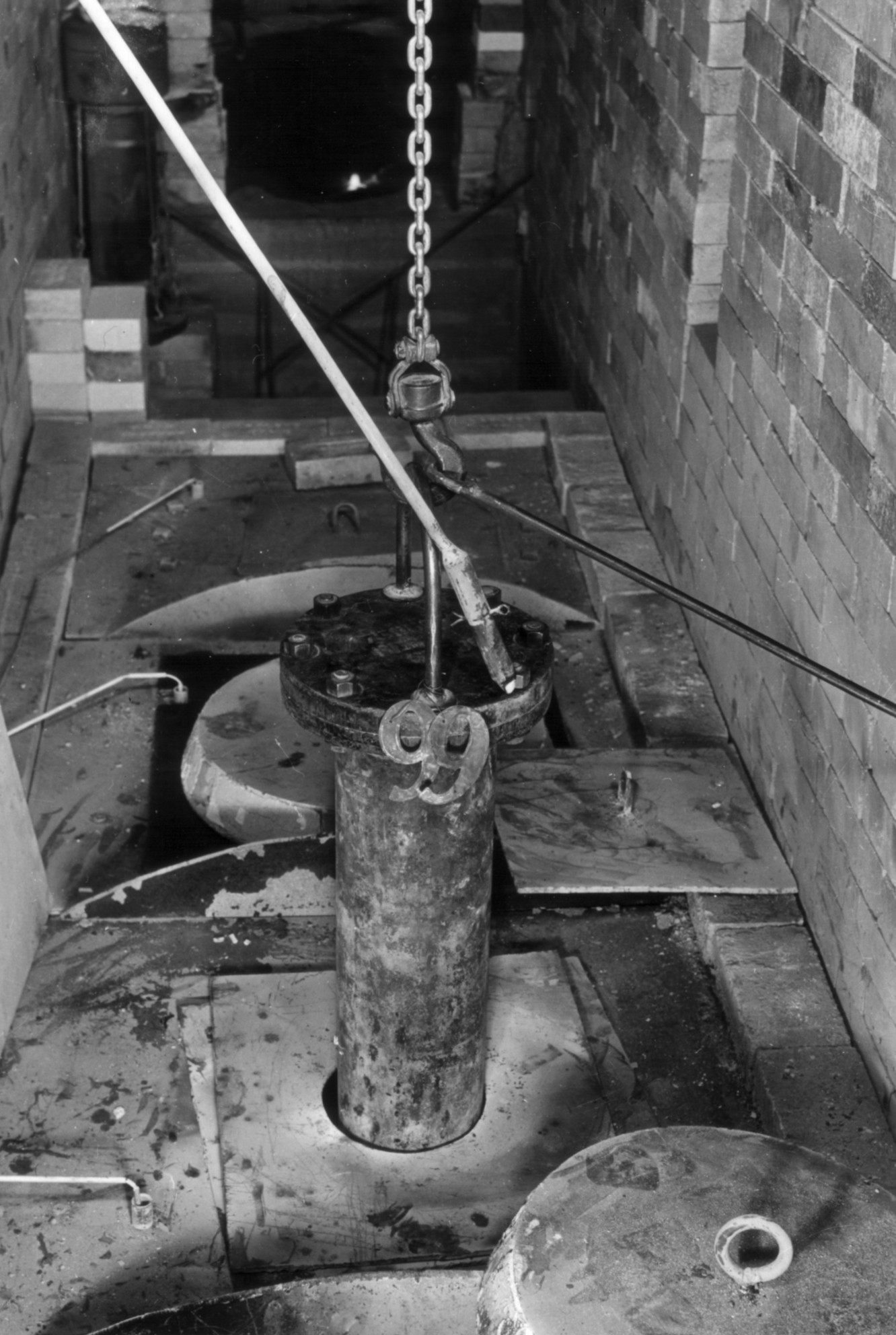
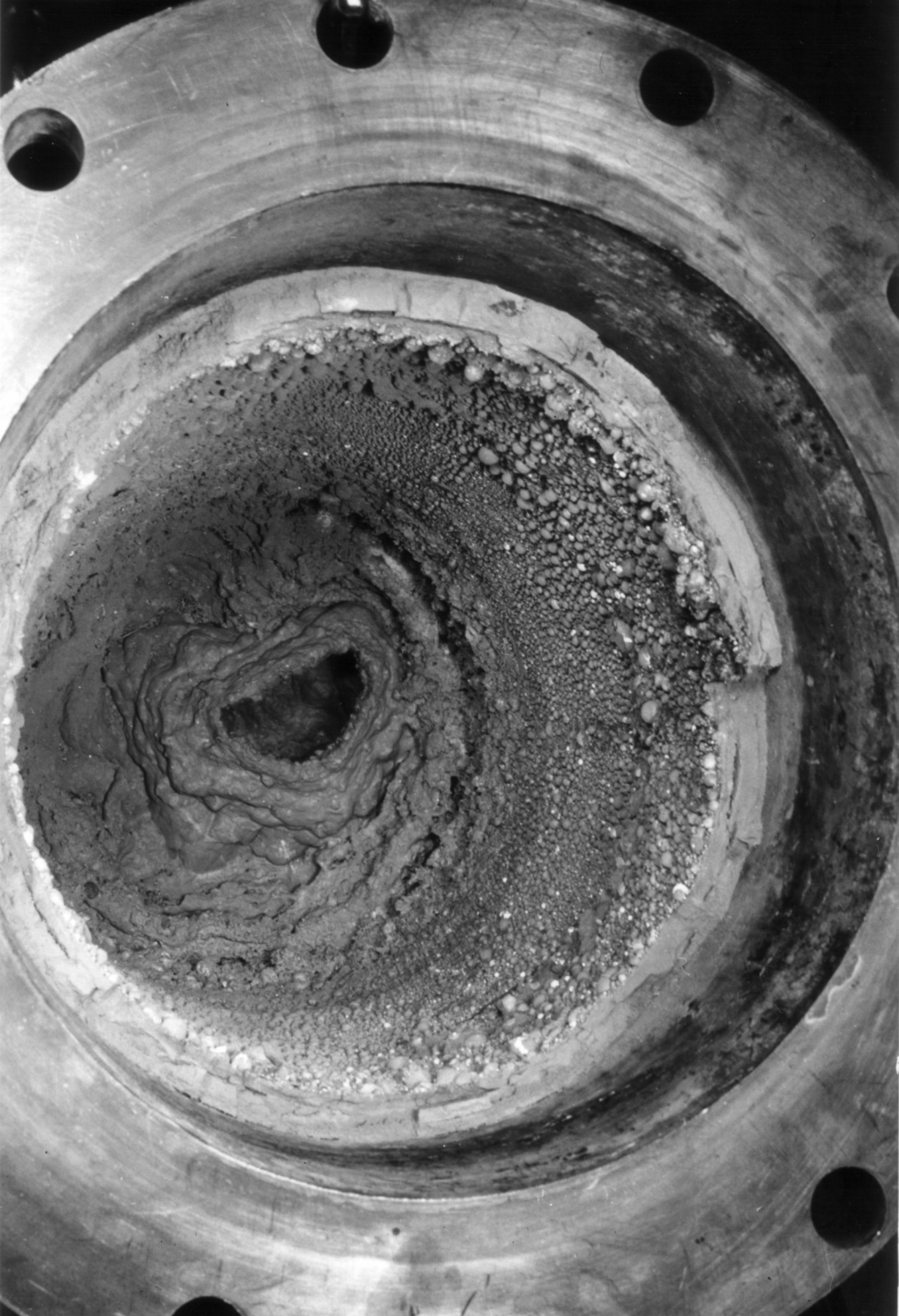

## وصلات خارجية
- مقال في نيويورك تايمز - لماذا أسموه مشروع مانهاتن
- متحف الذرة - الولايات المتحدة